# Czarno na białym (album Gibbsa)
Czarno na białym – dziewiąty album studyjny polskiego producenta muzycznego Gibbsa. Wydawnictwo ukazało się 30 września 2021 roku nakładem wytwórni muzycznej DopeHouse.
Album jest utrzymany w stylu muzyki hip-hop. Składa się z wersji standardowej (1 CD).
Płyta zadebiutowała na 2. miejscu polskiej listy sprzedaży – OLiS. Wydawnictwo uzyskało status  diamentowej płyty, przekraczając liczbę 150 tysięcy sprzedanych kopii.

## Lista utworów
Opracowano na podstawie materiału źródłowego.
1. „Abrakadabra” – 3:02
2. „Kompas” – 4:07
3. „Lepsza strona słońca” – 4:24
4. „200%” – 3:25
5. „Cień przypadku” – 4:19
6. „Niewidzialny” – 3:04
7. „Nigdy albo zawsze” – 3:50
8. „Udawanko” – 4:48
9. „(Po)ciąg dalszy nastąpi” – 4:25
10. „Łzy ślepego szczęścia” – 3:33
11. „Pieśń dziękczynna” – 3:48
12. „Joan Miro” – 4:04

## Pozycje na listach sprzedaży

### Pozycje na listach tygodniowych
| Kraj   | Lista (2021)  | Najwyższa pozycja |
| ------ | ------------- | ----------------- |
| Polska | OLiS – albumy | 2                 |

## Certyfikat
| Kraj          | Certyfikat       | Sprzedaż |
| ------------- | ---------------- | -------- |
| Polska (ZPAV) | diamentowa płyta | 150 000+ |